# Dyptyk (starożytność)

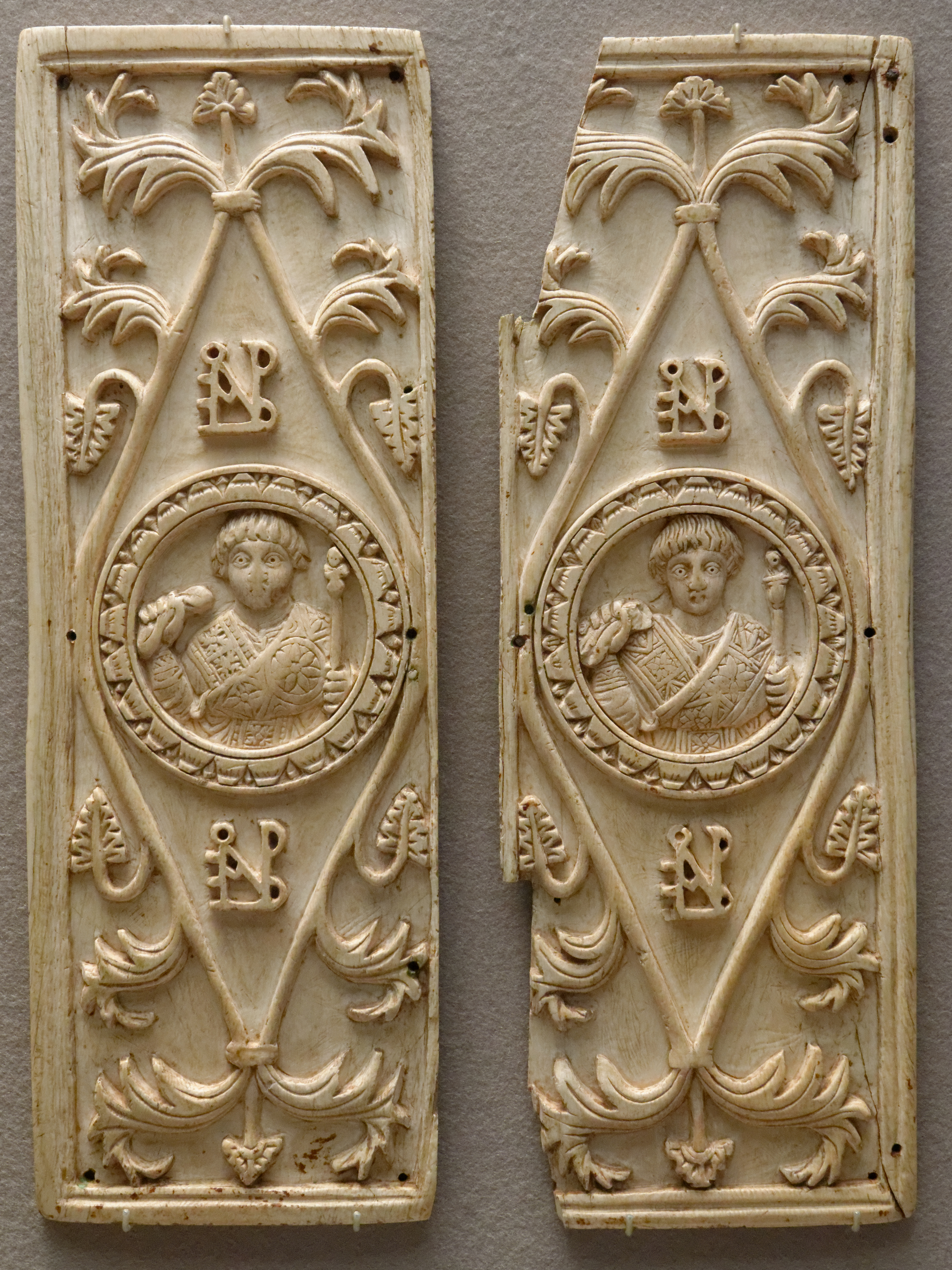
Dyptyk konsularny Areobindusa (Bizancjum, 506 n.e.) z muzeum Luwru

Dyptyk (dyptych, gr. δίπτυχος díptychos – złożony we dwoje) – dwie czworokątne tabliczki połączone zawiasami i zamykane jak książka. W starożytności służyły jako tabliczki do pisania.
Od II wieku n.e. służyły jako dokument, w którym zapisywano neofitów, imiona zmarłych, dostojników świeckich i duchownych. W sztuce wczesnochrześcijańskiej upamiętniano w nich nazwiska donatorów kościoła (w przypadku dłuższego wykazu zamieniano je na tryptyk), zdobiąc od wewnątrz malarsko lub płaskorzeźbieniem.
Od IV wieku n.e. jako ozdobny dokument wykonywano z kości słoniowej tzw. dyptyki konsularne, wręczane na początku nowego roku, czyli w dniu obejmowania przez konsula urzędu. Miały one wysokość około 30–40 cm i szerokość jednego skrzydła 14 cm. Dekorowano je reliefami i inskrypcjami (niekiedy portretową podobizną albo monogramem urzędnika).